# Charles-Philippe Monthenault d'Égly
Charles-Philippe Monthenault d'Égly, né le 28 mai 1696 à Paris où il est mort le 2 mai 1749, est un homme de lettres et journaliste français. 

## Biographie
Après avoir été avocat, il fut attaché à l'intendance de Poitiers et d'Orléans, puis s'occupa de travaux historiques. Il entra en 1741 à l'Académie royale des inscriptions et belles-lettres, dont il devint membre associé en 1742. Pendant dix ans, de 1739 à 1749, il fut rédacteur à la Suite de la Clef, ou Journal historique sur les matieres du temps. Outre deux traductions du grec et une Vie de La Fontaine, il est l'auteur de mémoires historiques et d'une Histoire des rois de Sicile de la maison de Bourbon.

## Publications
- Histoire des rois des deux-Siciles de la maison de France, contenant ce qu'il y a de plus intéressant dans l'histoire de Naples, depuis la fondation de la monarchie jusqu'à présent, 4 vol., 1741
- Vie de La Fontaine, 1755

Traductions
- Achille Tatius : Les Amours de Clitophon et de Leucippe, 1734
- Claude Quillet : La Callipédie, 1749